# Kråkstad
Kråkstad är en tätort och kyrkby i Nordre Follo kommun i Akershus fylke i sydöstra Norge. Orten ligger sydöst om huvudstaden Oslo och hade 836 invånare 2008.
Under tidigt 1990-tal bodde medlemmar i black metalbandet Mayhem i ett hus i Kråkstad. Det var i det huset sångaren Dead begick självmord i april 1991. 
I skogen ovanför Vientjern (en liten sjö), några kilometer utanför Kråkstad, finns en del rester av en gammal fornborg.
Tidigare har orten utgjort centralort i dåvarande Kråkstads kommun, därefter har den tillhört dåvarande Ski kommun.